# Narok (Kenia)
Narok ist die Hauptstadt des gleichnamigen Countys in Kenia mit knapp 25.000 Einwohnern. Narok liegt am Ostafrikanischen Grabenbruch.

## Infrastruktur
Narok verfügt über einen Busbahnhof, mehrere Banken, Schulen und ein Krankenhaus. Das Narok University College in Narok gehörte früher zur Moi University in Eldoret. Seit 2013 ist es unter dem Namen Maasai Mara University selbstständig.

## Kultur
Das Maa-Museum bietet in der in der ehemaligen Stadthalle beherbergten Ausstellung Exponate über die Kultur der Massai und ihre Sprache Maa. Das Maa-Museum gehört zu den National Museums of Kenya.

## Söhne und Töchter der Stadt
- Yusuf Saad Kamel (* 1983), Mittelstreckenläufer
- Elijah Motonei Manangoi (* 1993), Mittelstreckenläufer
- Alphas Kishoyian (* 1994), Sprinter
- Kumari Taki (* 1999), Mittelstreckenläufer
- Edward Pingua Zakayo (* 2001), Langstreckenläufer